# Grand Prix Formule 1 van Stiermarken 2020
De Grand Prix Formule 1 van Stiermarken 2020 was een race van het Formule 1 seizoen 2020, die werd georganiseerd in 2020 op de Red Bull Ring in Spielberg. Nadat er in 2020 een aantal grands prix werd afgelast wegens het COVID-19-virus, werden er meerdere Formule 1-races gepland op één circuit. De Grand Prix van Stiermarken werd op hetzelfde circuit gereden als de Grand Prix van Oostenrijk, die de week ervoor plaatsvond. De Grand Prix Formule 1 van Stiermarken werd verreden op 12 juli en het was de tweede race van het seizoen 2020.  Er was vanwege de COVID-19-pandemie geen publiek aanwezig op de tribunes.

## Vrije trainingen

### Uitslagen
- Enkel de top vijf wordt weergegeven.

| Vrije training 1 | Pos.                                                   | Nr.                                                    | Coureur                                                | Constructeur                                           | Tijd                                                   |
| ---------------- | ------------------------------------------------------ | ------------------------------------------------------ | ------------------------------------------------------ | ------------------------------------------------------ | ------------------------------------------------------ |
| Vrije training 1 | 1                                                      | 11                                                     | Sergio Pérez                                           | Racing Point-BWT Mercedes                              | 1:04.867                                               |
| Vrije training 1 | 2                                                      | 33                                                     | Max Verstappen                                         | Red Bull-Honda                                         | 1:04.963                                               |
| Vrije training 1 | 3                                                      | 77                                                     | Valtteri Bottas                                        | Mercedes                                               | 1:05.089                                               |
| Vrije training 1 | 4                                                      | 44                                                     | Lewis Hamilton                                         | Mercedes                                               | 1:05.120                                               |
| Vrije training 1 | 5                                                      | 18                                                     | Lance Stroll                                           | Racing Point-BWT Mercedes                              | 1:05.396                                               |
| Vrije training 2 | Pos.                                                   | Nr.                                                    | Coureur                                                | Constructeur                                           | Tijd                                                   |
| Vrije training 2 | 1                                                      | 33                                                     | Max Verstappen                                         | Red Bull-Honda                                         | 1:03.660                                               |
| Vrije training 2 | 2                                                      | 77                                                     | Valtteri Bottas                                        | Mercedes                                               | 1:03.703                                               |
| Vrije training 2 | 3                                                      | 11                                                     | Sergio Pérez                                           | Racing Point-BWT Mercedes                              | 1:03.877                                               |
| Vrije training 2 | 4                                                      | 18                                                     | Lance Stroll                                           | Racing Point-BWT Mercedes                              | 1:04.241                                               |
| Vrije training 2 | 5                                                      | 55                                                     | Carlos Sainz jr.                                       | McLaren-Renault                                        | 1:04.333                                               |
| Vrije training 3 | Vrije training 3 werd afgelast vanwege zware regenval. | Vrije training 3 werd afgelast vanwege zware regenval. | Vrije training 3 werd afgelast vanwege zware regenval. | Vrije training 3 werd afgelast vanwege zware regenval. | Vrije training 3 werd afgelast vanwege zware regenval. |

Testcoureurs in vrije training 1:
 Jack Aitken (Williams-Mercedes) reed in plaats van George Russell.
 Robert Kubica (Alfa Romeo-Ferrari) reed in plaats van Antonio Giovinazzi.

## Kwalificatie
| Pos.                   | Nr. | Coureur            | Constructeur              | Kwalificatietijden | Kwalificatietijden | Kwalificatietijden | Grid   |
| Pos.                   | Nr. | Coureur            | Constructeur              | Q1                 | Q2                 | Q3                 | Grid   |
| ---------------------- | --- | ------------------ | ------------------------- | ------------------ | ------------------ | ------------------ | ------ |
| 1                      | 44  | Lewis Hamilton     | Mercedes                  | 1:18.188           | 1:17.825           | 1:19.273           | 1      |
| 2                      | 33  | Max Verstappen     | Red Bull-Honda            | 1:18.297           | 1:17.938           | 1:20.489           | 2      |
| 3                      | 55  | Carlos Sainz jr.   | McLaren-Renault           | 1:18.590           | 1:18.836           | 1:20.671           | 3      |
| 4                      | 77  | Valtteri Bottas    | Mercedes                  | 1:18.791           | 1:18.657           | 1:20.701           | 4      |
| 5                      | 31  | Esteban Ocon       | Renault                   | 1:19.687           | 1:18.764           | 1:20.922           | 5      |
| 6                      | 4   | Lando Norris       | McLaren-Renault           | 1:18.504           | 1:18.488           | 1:20.925           | 9 *1   |
| 7                      | 23  | Alexander Albon    | Red Bull-Honda            | 1:20.882           | 1:19.014           | 1:21.011           | 6      |
| 8                      | 10  | Pierre Gasly       | AlphaTauri-Honda          | 1:20.192           | 1:18.744           | 1:21.028           | 7      |
| 9                      | 3   | Daniel Ricciardo   | Renault                   | 1:19.662           | 1:19.229           | 1:21.192           | 8      |
| 10                     | 5   | Sebastian Vettel   | Ferrari                   | 1:20.243           | 1:19.545           | 1:21.651           | 10     |
| 11                     | 16  | Charles Leclerc    | Ferrari                   | 1:20.871           | 1:19.628           |                    | 14 *2  |
| 12                     | 63  | George Russell     | Williams-Mercedes         | 1:20.382           | 1:19.636           |                    | 11     |
| 13                     | 18  | Lance Stroll       | Racing Point-BWT Mercedes | 1:19.697           | 1:19.645           |                    | 12     |
| 14                     | 26  | Daniil Kvjat       | AlphaTauri-Honda          | 1:19.824           | 1:19.717           |                    | 13     |
| 15                     | 20  | Kevin Magnussen    | Haas-Ferrari              | 1:21.140           | 1:20.211           |                    | 15     |
| 16                     | 7   | Kimi Räikkönen     | Alfa Romeo-Ferrari        | 1:21.372           |                    |                    | 16     |
| 17                     | 11  | Sergio Pérez       | Racing Point-BWT Mercedes | 1:21.607           |                    |                    | 17     |
| 18                     | 6   | Nicholas Latifi    | Williams-Mercedes         | 1:21.759           |                    |                    | 18     |
| 19                     | 99  | Antonio Giovinazzi | Alfa Romeo-Ferrari        | 1:21.831           |                    |                    | 19 *3  |
| 20                     | 8   | Romain Grosjean    | Haas-Ferrari              | geen tijd          |                    |                    | Pit *4 |
| Q1 107% tijd: 1:23.661 |     |                    |                           |                    |                    |                    |        |

*1 Lando Norris kreeg een gridstraf van 3 plaatsen voor het inhalen bij gele vlaggen in de eerste vrije training.

*2 Charles Leclerc kreeg een gridstraf van 3 plaatsen voor het hinderen van Daniil Kvjat in de kwalificatie.

*3 Antonio Giovinazzi kreeg een gridstraf van 5 plaatsen voor het verwisselen van zijn versnellingsbak.

*4 Romain Grosjean startte de race vanuit de pitstraat omdat er aan zijn auto was gewerkt in parc fermé.

## Wedstrijd
| Pos.  | Nr. | Coureur            | Constructeur              | Rondes | Tijd / Oorzaak uitval | Grid | Punten |
| ----- | --- | ------------------ | ------------------------- | ------ | --------------------- | ---- | ------ |
| 1     | 44  | Lewis Hamilton     | Mercedes                  | 71     | 1:31:58.123           | 1    | 25     |
| 2     | 77  | Valtteri Bottas    | Mercedes                  | 71     | +13.719               | 4    | 18     |
| 3     | 33  | Max Verstappen     | Red Bull-Honda            | 71     | +33.698               | 2    | 15     |
| 4     | 23  | Alexander Albon    | Red Bull-Honda            | 71     | +44.400               | 6    | 12     |
| 5     | 4   | Lando Norris       | McLaren-Renault           | 71     | +1:01.470             | 9    | 10     |
| 6     | 11  | Sergio Pérez       | Racing Point-BWT Mercedes | 71     | +1:02.387             | 17   | 8      |
| 7     | 18  | Lance Stroll       | Racing Point-BWT Mercedes | 71     | +1:02.453             | 13   | 6      |
| 8     | 3   | Daniel Ricciardo   | Renault                   | 71     | +1:02.591             | 8    | 4      |
| 9     | 55  | Carlos Sainz jr.   | McLaren-Renault           | 70     | +1 ronde              | 3    | 3S     |
| 10    | 26  | Daniil Kvjat       | AlphaTauri-Honda          | 70     | +1 ronde              | 14   | 1      |
| 11    | 7   | Kimi Räikkönen     | Alfa Romeo-Ferrari        | 70     | +1 ronde              | 16   |        |
| 12    | 20  | Kevin Magnussen    | Haas-Ferrari              | 70     | +1 ronde              | 15   |        |
| 13    | 8   | Romain Grosjean    | Haas-Ferrari              | 70     | +1 ronde              | Pit  |        |
| 14    | 99  | Antonio Giovinazzi | Alfa Romeo-Ferrari        | 70     | +1 ronde              | 19   |        |
| 15    | 10  | Pierre Gasly       | AlphaTauri-Honda          | 70     | +1 ronde              | 7    |        |
| 16    | 63  | George Russell     | Williams-Mercedes         | 69     | +2 rondes             | 12   |        |
| 17    | 6   | Nicholas Latifi    | Williams-Mercedes         | 69     | +2 rondes             | 18   |        |
| DNF   | 31  | Esteban Ocon       | Renault                   | 25     | Oververhitting        | 5    |        |
| DNF   | 16  | Charles Leclerc    | Ferrari                   | 3      | Ongeluk               | 11   |        |
| DNF   | 5   | Sebastian Vettel   | Ferrari                   | 1      | Ongeluk               | 10   |        |
| Bron: |     |                    |                           |        |                       |      |        |

S Carlos Sainz behaalde een extra punt voor het rijden van de snelste ronde.

## Tussenstanden wereldkampioenschap
Betreft tussenstanden voor het wereldkampioenschap na afloop van de race.

### Coureurs
| Pos. | Nr. | Coureur          | Constructeur              | Punten |
| ---- | --- | ---------------- | ------------------------- | ------ |
| 1    | 77  | Valtteri Bottas  | Mercedes                  | 43     |
| 2    | 44  | Lewis Hamilton   | Mercedes                  | 37     |
| 3    | 4   | Lando Norris     | McLaren-Renault           | 26     |
| 4    | 16  | Charles Leclerc  | Ferrari                   | 18     |
| 5    | 11  | Sergio Pérez     | Racing Point-BWT Mercedes | 16     |
| 6    | 33  | Max Verstappen   | Red Bull-Honda            | 15     |
| 7    | 55  | Carlos Sainz jr. | McLaren-Renault           | 13     |
| 8    | 23  | Alexander Albon  | Red Bull-Honda            | 12     |
| 9    | 10  | Pierre Gasly     | AlphaTauri-Honda          | 6      |
| 10   | 18  | Lance Stroll     | Racing Point-BWT Mercedes | 6      |

### Constructeurs
| Pos. | Constructeur              | Punten |
| ---- | ------------------------- | ------ |
| 1    | Mercedes                  | 80     |
| 2    | McLaren-Renault           | 39     |
| 3    | Red Bull-Honda            | 27     |
| 4    | Racing Point-BWT Mercedes | 22     |
| 5    | Ferrari                   | 19     |
| 6    | Renault                   | 8      |
| 7    | AlphaTauri-Honda          | 7      |
| 8    | Alfa Romeo-Ferrari        | 2      |
| 9    | Williams-Mercedes         | 0      |
| 10   | Haas-Ferrari              | 0      |